# Nadine Suarès
Nadine Suarès (née Nadine Tilche à Alexandrie en Égypte le 10 mars 1893) est une psychologue française, spécialiste de l'enfance et de l'adolescence, notamment sous l'aspect de la vie scolaire.

## Biographie
Nadine Suarès fait des études secondaires à Lyon et devient la première bachelière égyptienne,.
Elle est titulaire d'un doctorat obtenu à l'Institut Jean-Jacques Rousseau, à Genève (Suisse). Elle dirige un lycée de 1942 à 1949.
Elle publie des articles et des ouvrages en rapport avec son activité professionnelle.
Nadine Suarès est la femme de Carlo Suares et a deux enfants; Bernard Robert Suares et Maya Suares.